# Thyreus regalis
Thyreus regalis är en biart som beskrevs av Maurits Anne Lieftinck 1962. Thyreus regalis ingår i släktet Thyreus och familjen långtungebin. Inga underarter finns listade i Catalogue of Life.